# Przeznaczenie (film 1977)
Przeznaczenie (ros. Судьба) – radziecki melodramat z 1977 roku oparty na motywach powieści Piotra Proskurina o tym samym tytule.

## Obsada
- Eugeniusz Mateusz Siemionowicz - Zahar Deriugin
- Zinajda Kirienko - Jefrosinia Deriugina
- Olga Ostroumowa - Mania Poliwanowa
- Jurij Jakowlew - Tichon Iwanowicz Brjuchanow
- Wałerija Zakłunna-Myronenko - Katerina Deriugina

i inni